# Alfred Evers
 (novembre 2018).
Si vous disposez d'ouvrages ou d'articles de référence ou si vous connaissez des sites web de qualité traitant du thème abordé ici, merci de compléter l'article en donnant les références utiles à sa vérifiabilité et en les liant à la section « Notes et références ».
Pour les articles homonymes, voir Evers.
Alfred Evers, né le 13 mai 1935 à Eupen et mort 19 novembre 2018 dans la même ville est un homme politique belge de la Communauté germanophone de Belgique, membre du Partei für Freiheit und Fortschritt.

## Biographie
La carrière politique d'Alfred Evers a commencé en 1974, lorsqu'il a été élu à la Chambre des députés en raison d'une composition de liste favorable pour le parti libéral PFF. Là, il était parfois capable de représenter les intérêts de la minorité germanophone est-allemande et était impliqué dans diverses initiatives législatives, qui avaient abouti à la création de la Communauté germanophone. La carrière parlementaire qu’il dirigeait depuis la Chambre des députés au Sénat et au Parlement wallon a finalement abouti devant le Parlement de la Communauté germanophone, où il a présidé de 1999 à 2004.
Au niveau local, Fred Evers a remporté le siège de bourgmestre d'Eupen en 1977 et a exercé ses fonctions pendant 24 ans. En 2000, Evers subit une défaite contre son successeur social-chrétien, Elmar Keutgen (CSP), puis se retira de la politique locale. En octobre 2001, Evers a reçu le certificat de bourgmestre honoraire nommé le 21 juin 2001 par décret royal.
En 2012, après que le PFF puisse redevenir majoritaire au conseil communal d'Eupen, Evers a fait son retour en tant qu'avocat spécialisé dans les domaines financier et culturel sous la direction du maire Karl-Heinz Klinkenberg (PFF). Pour des raisons de santé, Evers a démissionné de son poste environ un an plus tard et a définitivement mis fin à sa carrière politique.
Sur le plan professionnel, Evers a travaillé en tant que dirigeant de diverses sociétés du secteur des transports et de la logistique et a dirigé temporairement l’association belge des transports routiers Febetra (Fédération royale belge des transporteurs routiers). Il a également été membre du conseil d'administration de la soi-disant holding communautaire, une holding de nombreuses communautés belges, actionnaire de la crise financière qu'a subie Dexia Banque.
Il a des certificats dans le domaine des transports. Entre autres comme directeur général de la société de transport Ghemar et comme président de la FEBETRA (Fédération royale belge des Transporteurs et des Prestataires de services logistiques).

## Fonctions politiques
- 1978-1988 : membre de la Chambre des Représentants
- 1977-1978 et
- 1985-1995 : sénateur belge
- 1995-1999 : député au parlement wallon
- 1977-2000 : bourgmestre de Eupen
- 1973-2009 : membre du parlement germanophone.
- 1999-2004 : président du Conseil de la communauté germanophone (rebaptisé Parlement de la Communauté germanophone de Belgique)
- 2012-2013 : membre du conseil communal et échevin du trésor à Eupen